# Flecha (ingeniería)

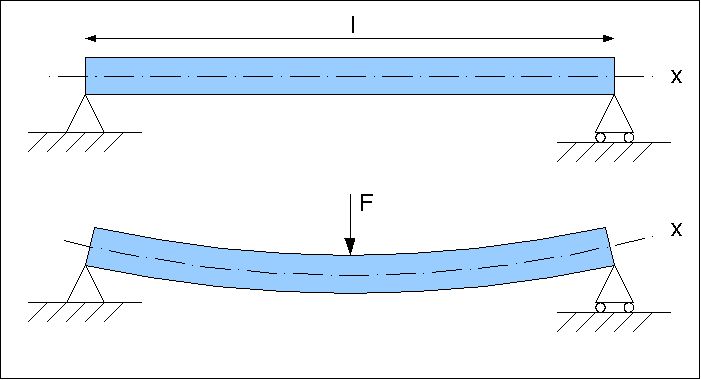
Sección longitudinal de una viga en reposo y flexionada: su fibra neutra (x) está indicada con una línea segmentada. La fuerza está señalada por F.

La flecha está señalada por f.

Se denomina flecha, en ingeniería, a la máxima distancia entre la fibra neutra del estado en reposo y solicitado (bajo carga).